# WOHA

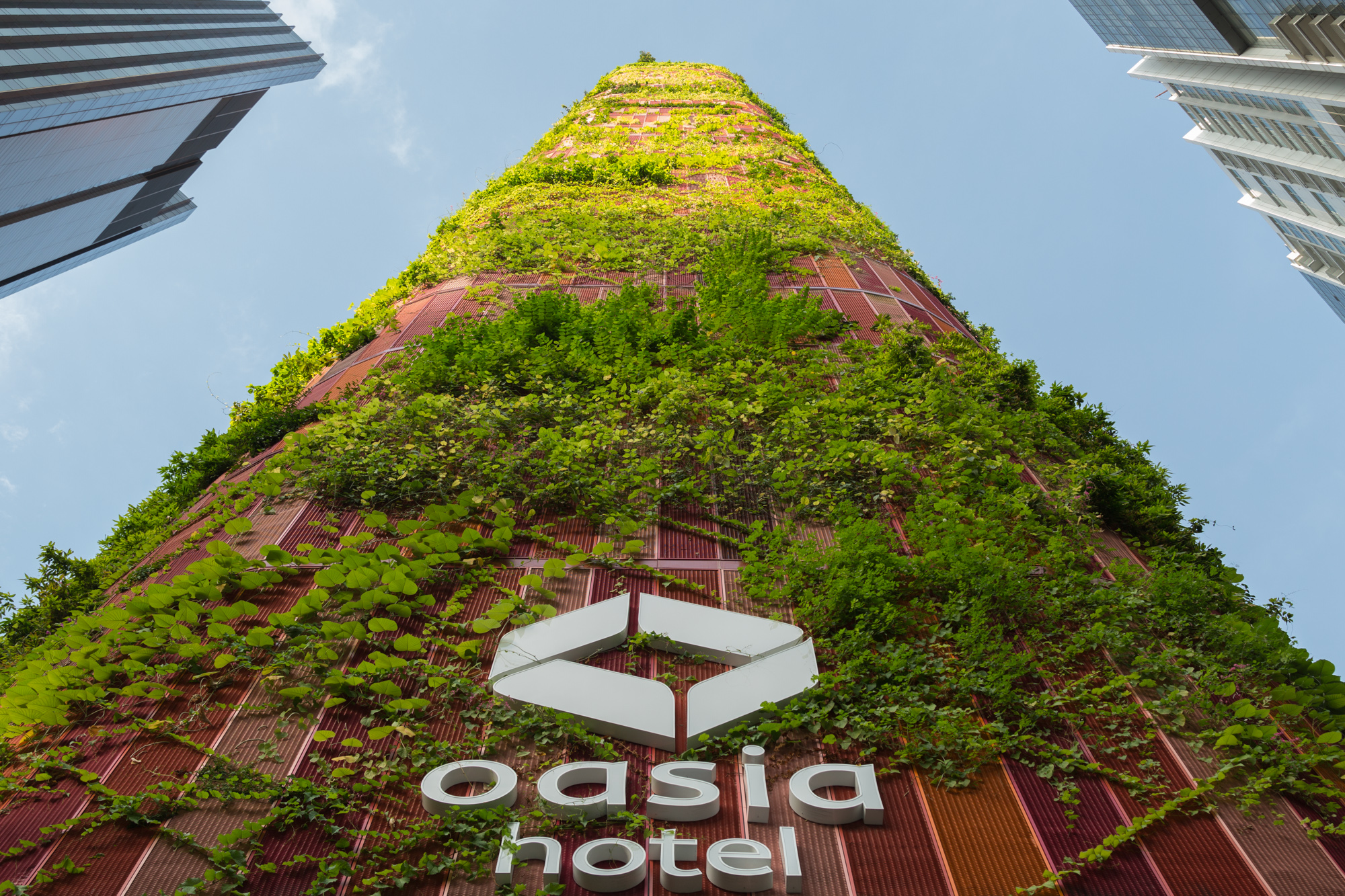
Oasia Hotel Downtown, Singapur 2011-2016

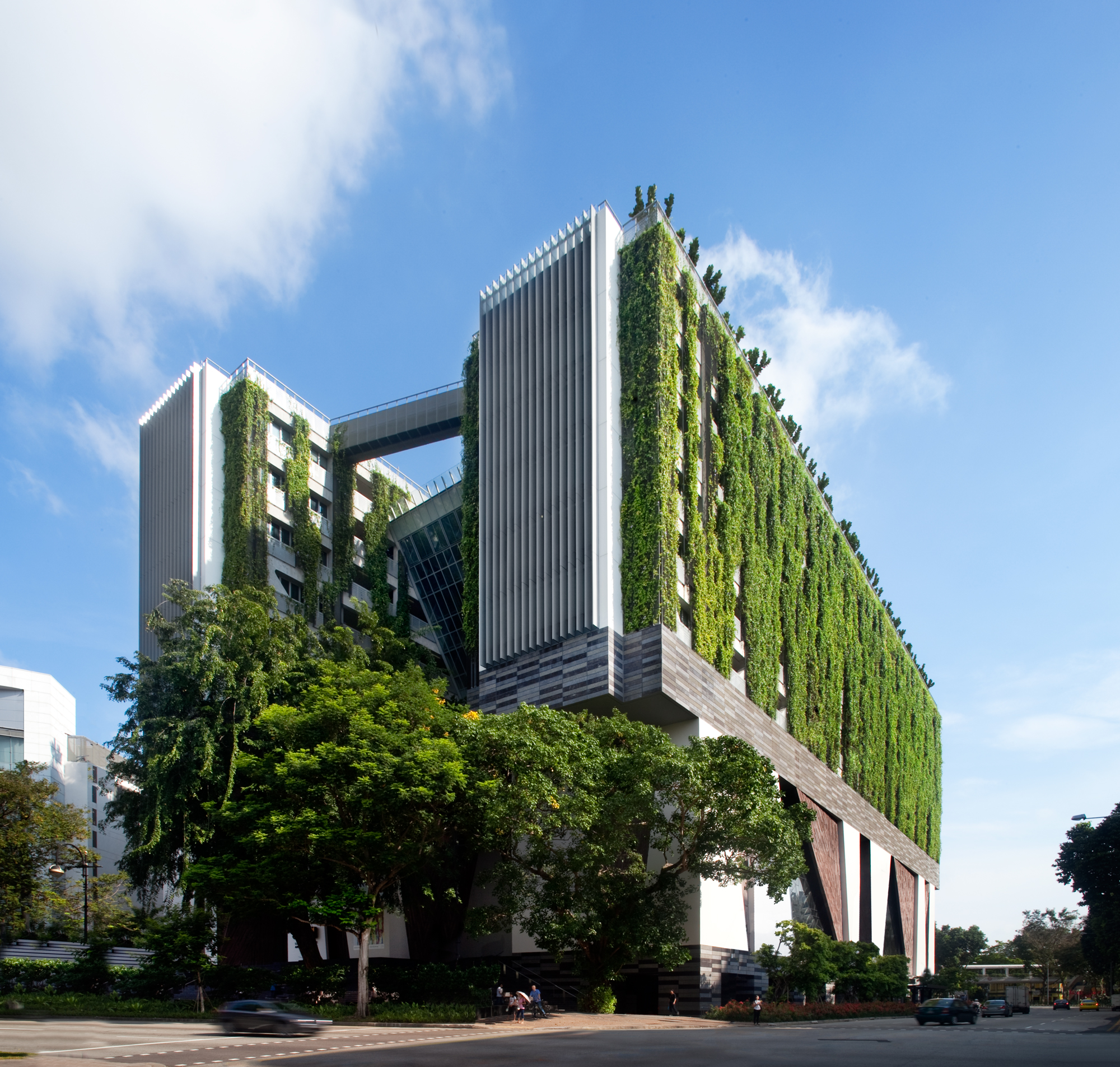
School of the Arts, Singapur 2005-2010

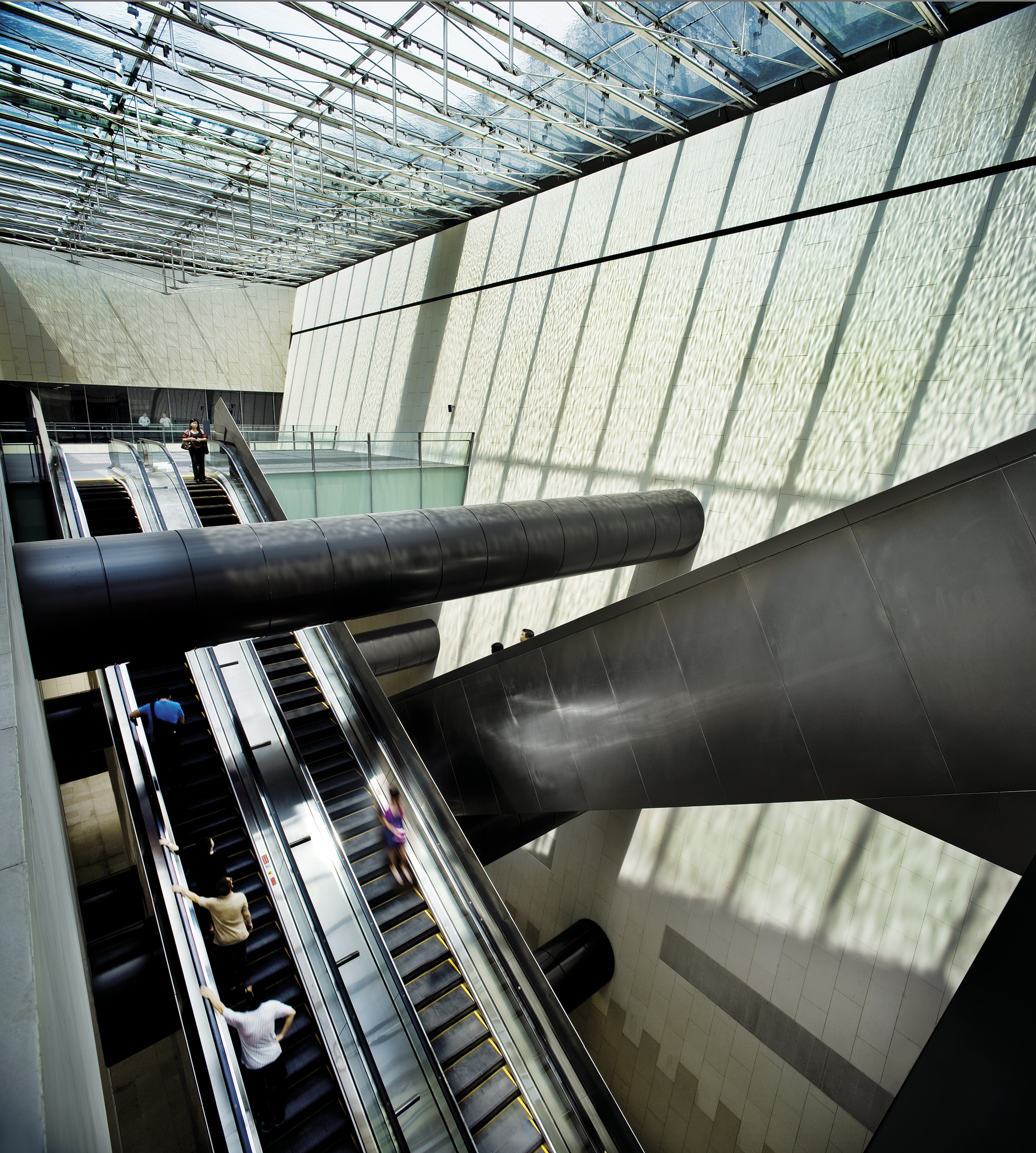
Bras Basah Estación MTR, Singapur 2000-2008

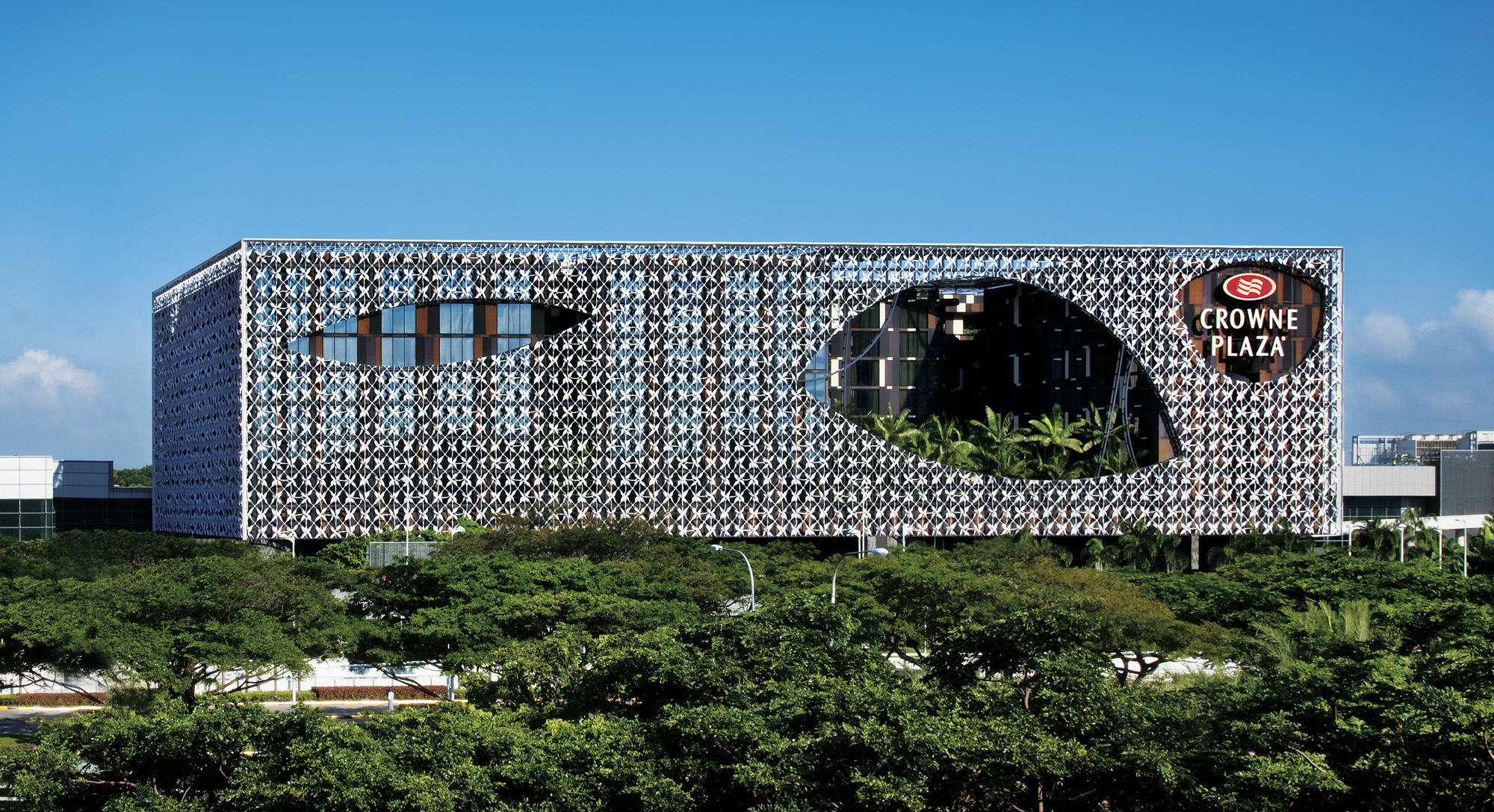
Crowne Plaza Hotel, Aeropuerto Changi, Singapur 2005-2008

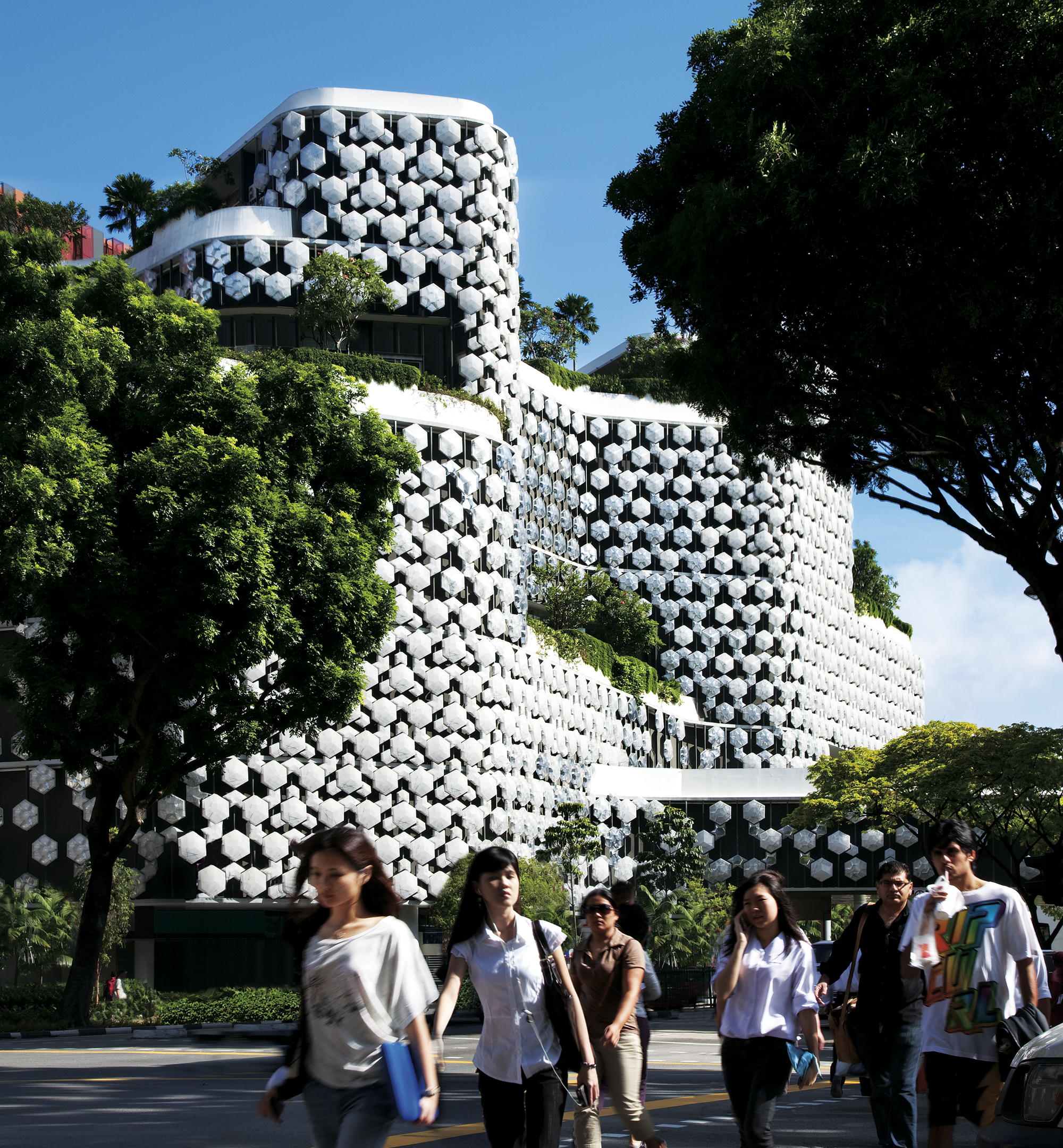
iluma, Singapur 2005-2009

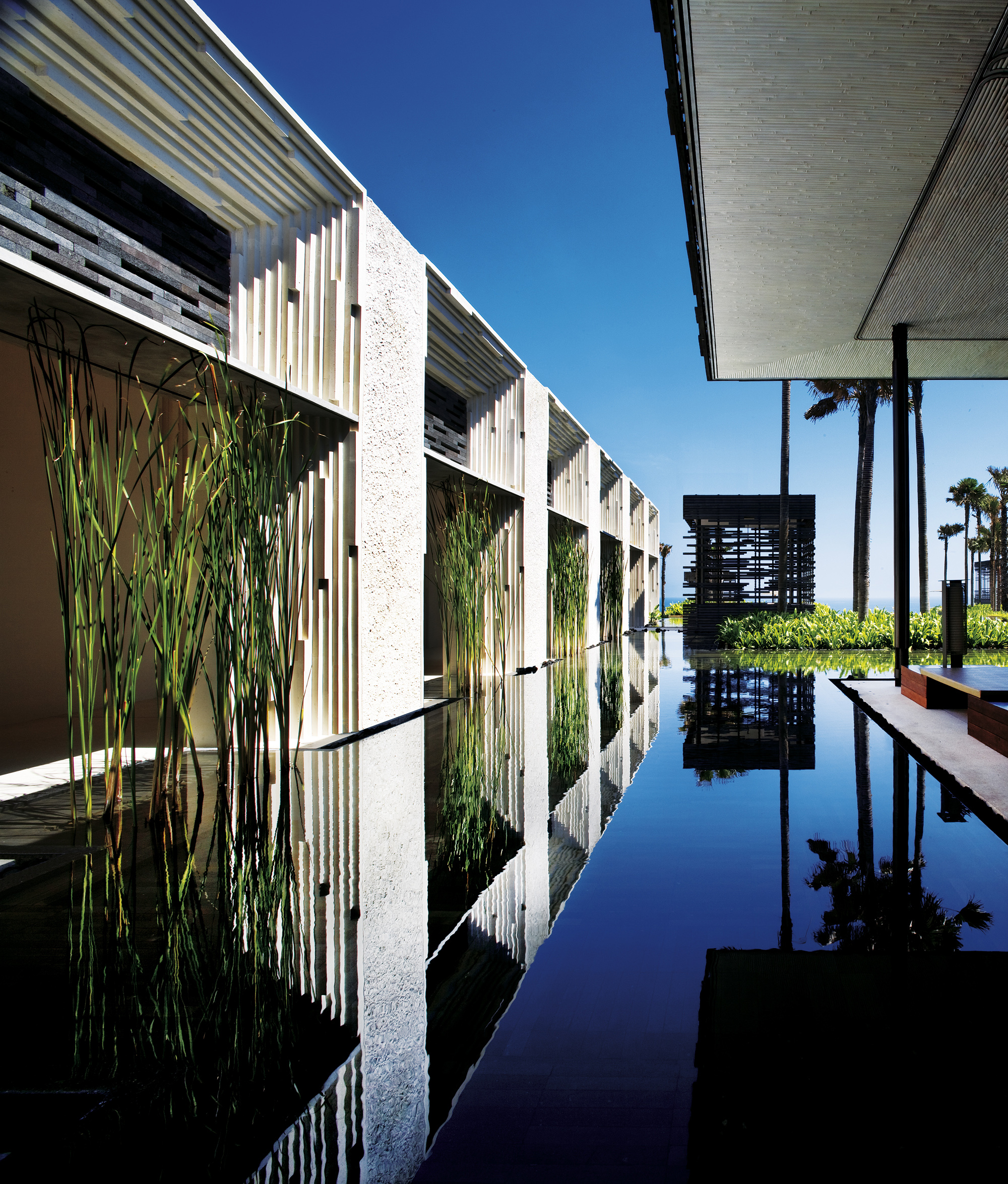
Alila Villas Uluwatu, Bali 2003-2009

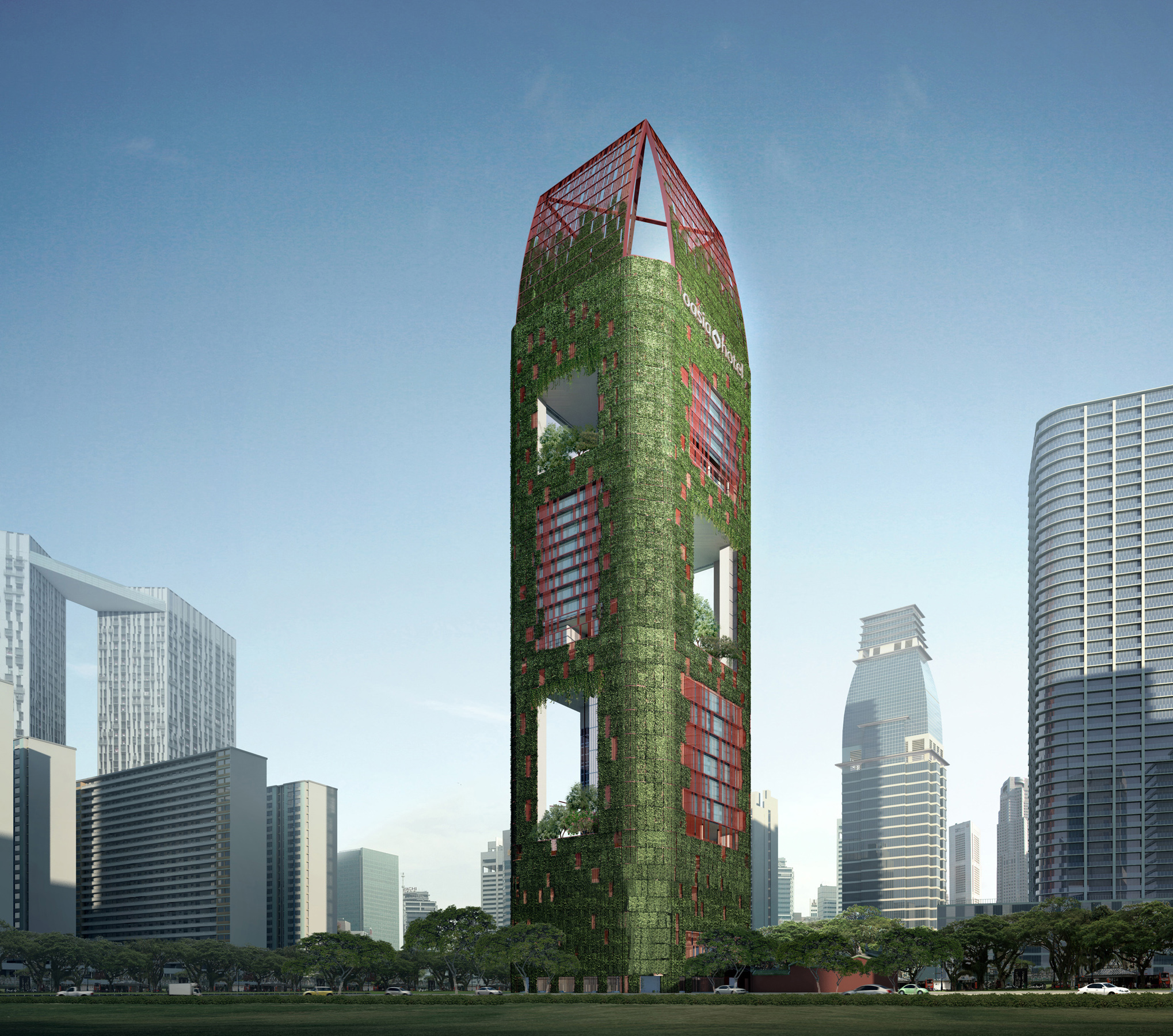
Oasia Downtown, Singapur 2011-

WOHA es una firma de arquitectura localizada en Singapur, fundada en 1994 por Wong Mun Summ (nacido el 18 de agosto de 1962) y Richard Hassell (nacido el 28 de octubre de 1966). El nombre de la firma es derivado de las letras iniciales de los apellidos de los fundadores. WOHA ha construido más de cincuenta proyectos en el Sudeste asiático, China y Australia, incluyendo torres residenciales, viviendas públicas, estaciones de transporte, hoteles e instituciones culturales.
El trabajo de WOHA incorpora estrategias de diseño sostenible como respuesta al cambio climático y el proceso de urbanización global. Ellos aspiran integrar el paisajismo, la arquitectura y el urbanismo en edificios rascacielos que mejoren la calidad de vida de los residentes en las megaciudades de alta densidad. Sus edificios han sido reconocidos por el uso de vegetación natural como elemento de diseño. En 2009, WOHA ha entrado a la palestra pública internacional con la galardonada torre residencial The Met en Bangkok, la cual selló su reputación como diseñadores de rascacielos sostenibles.
Más allá de su práctica arquitectónica, WOHA ha dictado cátedras en la Universidad Nacional de Singapur y tanto Hassell como Wong han dictado conferencias públicas en universidades alrededor del mundo.

## Historia
En 1989, Wong se graduó de la Universidad Nacional de Singapur y Hassell de la Universidad de Australia Occidental. Como universitarios, ambos estudiaron diseño ambiental con énfasis en estrategias de diseño pasivo y eficiencia energética. Wong y Hassell se conocieron trabajando para Kerry Hill Architects en Singapur antes de fundar su propia práctica en 1994. La práctica de WOHA comenzó con pequeños proyectos y casas privadas. Luego de resultar ganadores de concursos abiertos para el diseño de dos estaciones de Transporte Masivo Rápido (TMR) en 2000 (Estación TMR Bras Basah y Estación TMR Stadium) y la comisión para el complejo de condominios 1 Moulmein Rise, la firma se enfocó hacia la arquitectura pública y comercial.
Según los arquitectos, un momento definitivo en el desarrollo de su visión fue la competencia internacional de vivienda pública en Duxton Plain convocada por la Autoridad de Redesarrollo Urbano de Singapur, en 2001. A pesar de no ser exitosa, la propuesta de WOHA les permitió desarrollar estrategias para el diseño ambiental y socialmente sostenible, que luego informaría enormemente su trabajo en el futuro.
Subsecuentemente, WOHA completó una serie de rascacielos y proyectos públicos de gran escala que fueron diseñados para ser sostenibles en climas tropicales. Estos son edificios abiertos y permeables que activan la ventilación natural para reducir la dependencia en sistemas de refrigeración mecánica. Los edificios también se caracterizaron por el uso extensivo de vegetación para ventilar la estructura. Este es un enfoque que los arquitectos han denominado “arquitectura que respira.”
Algunos ejemplos incluyen el condominio Newton Suites en Singapur, completado en 2007, la Escuela de Artes de Singapur y la torre residencial The Met en Bangkok, ambas completadas en 2009. The Met elevó la reputación internacional de la firma fuera del Sudeste Asiático, obteniendo galardones internacionales como el Premio Internacional de Rascacielos en 2010 y el Premio RIBA Lubetkin. El edificio fue caracterizado como un ejemplo de arquitectura sostenible y de alta densidad para megaciudades tropicales. El jurado de la RIBA manifestó que el edificio ofrece una alternativa a las fachadas vidriadas comunes en los rascacielos de zonas temperadas e hizo claro que “una estrategia alternativa puede funcionar en los trópicos y tiene implicaciones alrededor del mundo.”
WOHA ha experimentado con el desarrollo de nuevos tipos de rascacielos verdes. El ParkRoyal on Pickering, completado en 2013, incorpora 15,000 metros cuadrados de terrazas de jardines elevados, a los cuales los arquitectos se refieren como “sky gardens.” El Oasia Downtown Hotel, completado en 2016, presenta una fachado de malla de aluminio que sirve de soporte para 21 especies de plantas. El paisajismo vertica] de estas estructuras tiene como objetivo la reintroducción de áreas verdes al entorno construido y la estimulación de la biodiversidad urbana al atraer especies locales de pájaros e insectos.
El proyecto de vivienda pública Skyville @ Dawson, completado en 2015, presentó a los arquitectos la oportunidad de realizar muchas de sus ideas de vivienda, las cuales fueron primeramente articuladas con el concurso de Duxton Plains. De acuerdo con los arquitectos, Skyville @ Dawson incorpora estrategias de diseño que promueven la vida comunitaria. Terrazas comunales figuran cada once pisos, creando grupos de 80 departamentos, también llamados “Sky Villages.” La azotea del edificio contiene un parque de acceso público.
La escala de las propuestas y obras completadas de WOHA responde al crecimiento poblacional de las ciudades asiáticas. Esta también es resultado de los límites geográficos de Singapur. Wong ha establecido que uno de los objetivos de WOHA es “crear la cómoda experiencia de un jardín suburbano y luego replicarla verticalmente a través de una megaestructura para el disfrute de todos.” WOHA presenta sus diseños de vivienda de alta densidad como un modelo replicable de desarrollo urbano. Sin embargo, algunos críticos han cuestionado la aplicabilidad de este modelo fuera del sistema político y de planificación urbana de Singapur.
En la Bienal de Arquitectura de Venecia en 2016, WOHA presentó su libro titulado Garden City Mega City, escrito en colaboración con Patrick Bingham-Hall. El libro define las estrategias de diseño de WOHA en el contexto del cambio climático global y el ritmo de la urbanización asiática. Actualmente WOHA tiene edificios en construcción en Singapur, Indonesia, Australia, Bangladés, India y China.

## Obras significativas
- Conservation Shophouse at Emerald Hill Road, Singapur, 1995-1998
- House at Merryn Road, Singapur, 1995-1998
- Three Houses at Victoria Park Road, Singapur, 1998-2000
- House at Maple Avenue, Singapur, 1999-2002
- House at Hua Guan Avenue, Singapur, 1999-2002
- Three Houses at Berrima Road, Singapur, 1999-2002
- Church of St Mary of the Angels, Singapur, 1999-2003
- 1 Moulmein Rise, Singapur, 2000-2003
- Stadium MRT Station, Singapur, 2000-2008
- Bras Basah MRT Station, Singapur, 2000-2008
- Conservation Shophouse at Telok Ayer Street, Singapur, 2001-2002
- House at Rochalie Drive, Singapur, 2001-2002
- Odeon Towers Extension, Singapur, 2001-2003
- Tan Quee Lan Suites, Singapur, 2001-2005
- Gilstead Brooks, Singapur, 2003-2004
- Newton Suites, Singapur, 2003-2007
- Alila Villas Uluwatu, Bali, 2003-2009
- The Met, Bangkok, Tailandia, 2003-2010
- NOMU, Singapur, 2004-2009
- Wilkie Edge, Singapur, 2004-2009
- The Pano, Bangkok, Tailandia, 2004-2009
- Crowne Plaza Hotel, Changi Airport, Singapur, 2005-2008
- Genexis Theatre, Singapur, 2005-2008
- iluma, Singapur, 2005-2009
- The Hyde, Sídney, Australia, 2005-2010
- Hansar, Bangkok, 2005-2010
- School of the Arts, Singapur, 2005-2010
- InterContinental Sanya Resort, Hainan, China, 2006-2011
- 29 HongKong Street, Addition and Alteration, Singapur, 2007
- Space Asia Hub, Singapur, 2008-2011
- Ogilvy & Mather Office Fit-Out, Singapur, 2010-2011
- ParkRoyal on Pickering, Singapur, 2010-2013
- Goodwood Residence, Singapur, 2010-2013
- The Grove at Baiyun, Guangzhou, 2011- 2016
- Commercial and Serviced Apartments, Chengdu Tianfu, China, 2007-2015
- Skyville at Dawson, Singapur, 2007-2015
- Oasia Hotel Downtown, Singapur, 2011-2016

## En construcción
- Alila Villas Bintan, Indonesia, 2009-
- Residential Development at Wadala, Mumbai, India, 2010-
- Residential Development at Tianmu, Taipéi, Taiwán, 2010-
- The Park (proyecto residencial)[32]

## Premios
- 2014 Australian Institute of Architects, Award for International Architecture - PARKROYAL on Pickering, Singapur
- 2014 World Architecture Festival, Finalist - Goodwood Residence, Singapur
- 2014 German Design Council, Iconic Award Best of Best Winner - PARKROYAL on Pickering, Singapur
- 2014 The Chicago Athenaeum and The European Centre for Architecture Art Design and Urban Studies, Green Good Design Award - PARKROYAL on Pickering, Singapur
- 2014 The Chicago Athenaeum and The European Centre for Architecture Art Design and Urban Studies, Green Good Design Award - 48 North Canal Road, Singapur
- 2014 ArchDaily Building of the Year - 48 North Canal Road, Singapur
- 2013 INSIDE Festival - PARKROYAL on Pickering, Singapur
- 2013 World Architecture News (WAN) Hotel of the Year Award - PARKROYAL on Pickering, Singapur
- 2013 President's Design Award, Design of the Year - PARKROYAL on Pickering, Singapur
- 2013 NParks Skyrise Greenery Award, Outstanding Skyrise Greenery Project - PARKROYAL on Pickering, Singapur
- 2013 Urban Redevelopment Authority (URA) Architectural Heritage Award - 48 North Canal Road, Singapur
- 2013 Interior Design Magazine, Best of Year Awards - PARKROYAL on Pickering, Singapur
- 2013 The Chicago Athenaeum and The European Centre for Architecture Art Design and Urban Studies, Green Good Design Award - House on Jalan Sejarah, Singapur
- 2013 The Chicago Athenaeum and The European Centre for Architecture Art Design and Urban Studies, Green Good Design Award - Space Asia Hub, Singapur
- 2013 The Chicago Athenaeum and The European Centre for Architecture Art Design and Urban Studies, Green Good Design Award - Ogilvy & Mather Office Fit-Out, Singapur
- 2013 The Chicago Athenaeum and The European Centre for Architecture Art Design and Urban Studies, Good Design Award - PARKROYAL on Pickering, Singapur
- 2013 Aga Khan Award for Architecture, Shortlisted - The Met, Bangkok, Tailandia
- 2013 Gold Key Award for Excellence in Hospitality Design, Honorable Mention - PARKROYAL on Pickering, Singapur
- 2013 World Architecture Festival, Finalist - PARKROYAL on Pickering, Singapur
- 2013 World Architecture Festival, Finalist - 48 North Canal Road, Singapur
- 2013 CTBUH Best Tall Building Awards (Asia and Australasia), Finalist - PARKROYAL on Pickering, Singapur
- 2013 9th Annual Hospitality Design Awards, Finalist - PARKROYAL on Pickering, Singapur
- 2013 Asia Pacific Property Awards, Highly Commended - Newton Suites, Singapur
- 2012 The Chicago Athenaeum and The European Centre for Architecture Art Design and Urban Studies, Green Good Design Award - Wilkie Edge, Singapur
- 2012 The Chicago Athenaeum and The European Centre for Architecture Art Design and Urban Studies, Green Good Design Award - The Hansar Bangkok, Tailandia
- 2012 The Chicago Athenaeum and The European Centre for Architecture Art Design and Urban Studies, Green Good Design Award - InterContinental Sanya Resort, Hainan Island, China
- 2012 Urban Redevelopment Authority (URA) Architectural Heritage Award - Space Asia Hub, Singapur
- 2012 Architectural Record Magazine Good Design is Good Business China Award, Merit Award - InterContinental Sanya Resort, Hainan Island, China
- 2012 World Architecture Festival, Finalist - Space Asia Hub, Singapur
- 2011 RIBA Lubetkin Prize – The Met
- 2011 RIBA International Award – Alila Villas Uluwatu
- 2011 RIBA International Award – School of the Arts, Singapur
- 2011 Australian Institute of Architects, Jørn Utzon Award for International Architecture – School of the Arts, Singapur
- 2011 Singapur President's Design Award, Design of the Year – School of the Arts, Singapur
- 2010 The International Highrise Award – The Met
- 2010 World Architecture Festival, World Holiday Building of the Year – Alila Villas Uluwatu
- 2010 World Architecture Festival, World Learning Building of the Year – School of the Arts, Singapur
- 2010 RIBA International Award – Bras Basah MRT Station
- 2010 RIBA International Award – The Met
- 2010 Australian Institute of Architects, Jørn Utzon Award for International Architecture – The Met
- 2010 SIA-Getz Prize for Emergent Architecture in Asia – WOHA
- 2010 Singapore President's Design Award, Design of the Year – Stadium MRT Station
- 2009 World Architecture Festival, World Transport Building of the Year – Bras Basah MRT Station
- 2009 World Architecture Festival, World Housing Development of the Year – The Met
- 2009 Singapore President's Design Award, Design of the Year – The Met
- 2009 Singapore President’s Design Award, Design of the Year – Genexis Theatre
- 2008 Singapore President's Design Award, Designer of the Year – Wong Mun Summ and Richard Hassell – WOHA
- 2007 Aga Khan Award for Architecture – 1 Moulmein Rise
- 2007 Singapore President's Design Award, Design of the Year – 1 Moulmein Rise
- 2006 Singapore President's Design Award 2006, Design of the Year – Church of St Mary of the Angels
- 2006 RAIA International Award, Joint Winner – House at Rochalie Drive
- 2004 ARCASIA Gold Award, Conservation Projects Category – Conserved Shophouse at Emerald Hill Road
- 1999 RAIA International Award – Conserved Shophouse at Emerald Hill Road

## Exhibiciones
- 2012 WOHA: Breathing Architecture – Taichung gateway district, Taichung, Taiwán
- 2011 WOHA: Breathing Architecture – Deutsches Architekturmuseum, Frankfurt, Germany
- 2011 Water: Curse or Blessings!? – Aedes Gallery, Berlín, Germany
- 2006 Exotic More or Less –Aedes Gallery, Berlín, Germany